# تاینی تون ادونچرز
تاینی تون ادونچرز (انگلیسی: Tiny Toon Adventures) یک بازی ویدئویی در سبک سکوبازی است که در سال ۱۹۹۱ و در پلت‌فرم سیستم سرگرمی نینتندو منتشر شده‌است.